# Ryszard Klempous
Ryszard Zbigniew Klempous (ur. 1948 w Osinie Wielkiej) – polski elektronik i matematyk, doktor habilitowany nauk technicznych, profesor nadzwyczajny Politechniki Wrocławskiej, działacz związkowy i demokratyczny w PRL, członek pierwszej i podziemnej „Solidarności”, inwigilowany przez Służbę Bezpieczeństwa, w 1983 zatrzymany i przez czterdzieści osiem godzin przetrzymywany jako więzień polityczny.

## Życiorys
W 1971 ukończył studia elektroniczne na Politechnice Wrocławskiej (PW). W 1980 na Politechnice Wrocławskiej uzyskał stopień doktora nauk informatycznych. W tym samym roku podjął pracę jako adiunkt w Instytucie Inżynierii Komputerowej, Automatyki i Robotyki PW.
Był współzałożycielem i w latach 1981–1989 działaczem Niezależnego Samorządnego Związku Zawodowego „Solidarność” w Politechnice Wrocławskiej. Zajmował się kolportażem wydawnictw tak zwanego „drugiego obiegu”. Zajmował się zbieraniem składek członkowskich od członków związku na terenie Dolnego Śląska i Opolszczyzny. Współpracował z grupą niemieckich działaczy w NRD – okręg Löbau, na której czele stał Bernd Hille. Grupa ta dostarczała farbę drukarską i kalkę kserograficzną. W okresie od 1981 r. do 1989 r. Ryszard Klempous przygotował kilkaset ulotek „SO ES BEGANN” rozpowszechnianych na terenie NRD, opisujących sytuację polityczną w PRL. W 1981 r. zorganizował punkt kontaktowy w sklepie „Bardotka” na Krakowskim Przedmieściu w Warszawie, służący regularnej wymianie prasy podziemnej.
Ryszard Klempous wielokrotnie organizował pomoc medyczną (sprowadzanie leków) i żywnościową z Francji oraz RFN. Rozprowadził kilkadziesiąt paczek dla osób represjonowanych po manifestacji z 31 stycznia 1982 r. W związku z prowadzoną działalnością w 1983 r. Ryszard Klempous został zatrzymany na 48 godzin. Pozostawał w zainteresowaniu Służby Bezpieczeństwa do 1989.
Został wybrany na członka IEEE i NYAS. W czerwcu 2016 uzyskał stopień doktora habilitowanego nauk technicznych w dyscyplinie „automatyka i robotyka” na podstawie pracy Wieloaspektowe podejście do zagadnień modelowania, symulacji i optymalizacji procesów. Podjął pracę jako profesor uczelni na Wydziale Informatyki i Telekomunikacji Politechniki Wrocławskiej, w Katedrze Automatyki, Mechatroniki i Systemów Sterowania. Był promotorem w jednym przewodzie doktorskim.
Opublikował w recenzowanych czasopismach naukowych jako autor lub współautor ponad sto oryginalnych prac badawczych z zakresu metod i algorytmów optymalizacji, symulacji oraz przetwarzania i transmisji danych.

## Odznaczenia
- Krzyż Wolności i Solidarności (2021)[3]